# Ruisseau du Breuil
Pour les articles homonymes, voir Breuil.
Le ruisseau du Breuil, aussi appelé ruisseau de Recologne par le SANDRE, est un ruisseau qui coule dans le département du Doubs. C'est un affluent gauche du ruisseau de Recologne, donc un sous-affluent du fleuve le Rhône par l’Ognon et la Saône.

## Géographie
Le ruisseau du Breuil prend sa source sur le hameau de Cottier dans la commune de Mercey-le-Grand à 248 m d’altitude sous le nom de ruisseau de Cottier et s’écoule en direction du nord-est. En amont de Corcelles-Ferrières, il est rejoint par le ruisseau de Lantenne en rive gauche et prend alors le nom de « ruisseau du Breuil ». Passé Corcelles-Ferrières, il oblique vers le nord et reçoit les eaux du ruisseau de Pommeau en rive droite. Il traverse ensuite les communes de Lavernay et Franey avant de rejoindre le ruisseau de Recologne à Recologne.
Le ruisseau du Breuil a une longueur totale de 10,2 km, et une pente assez faible (en moyenne : 4,2 ‰).

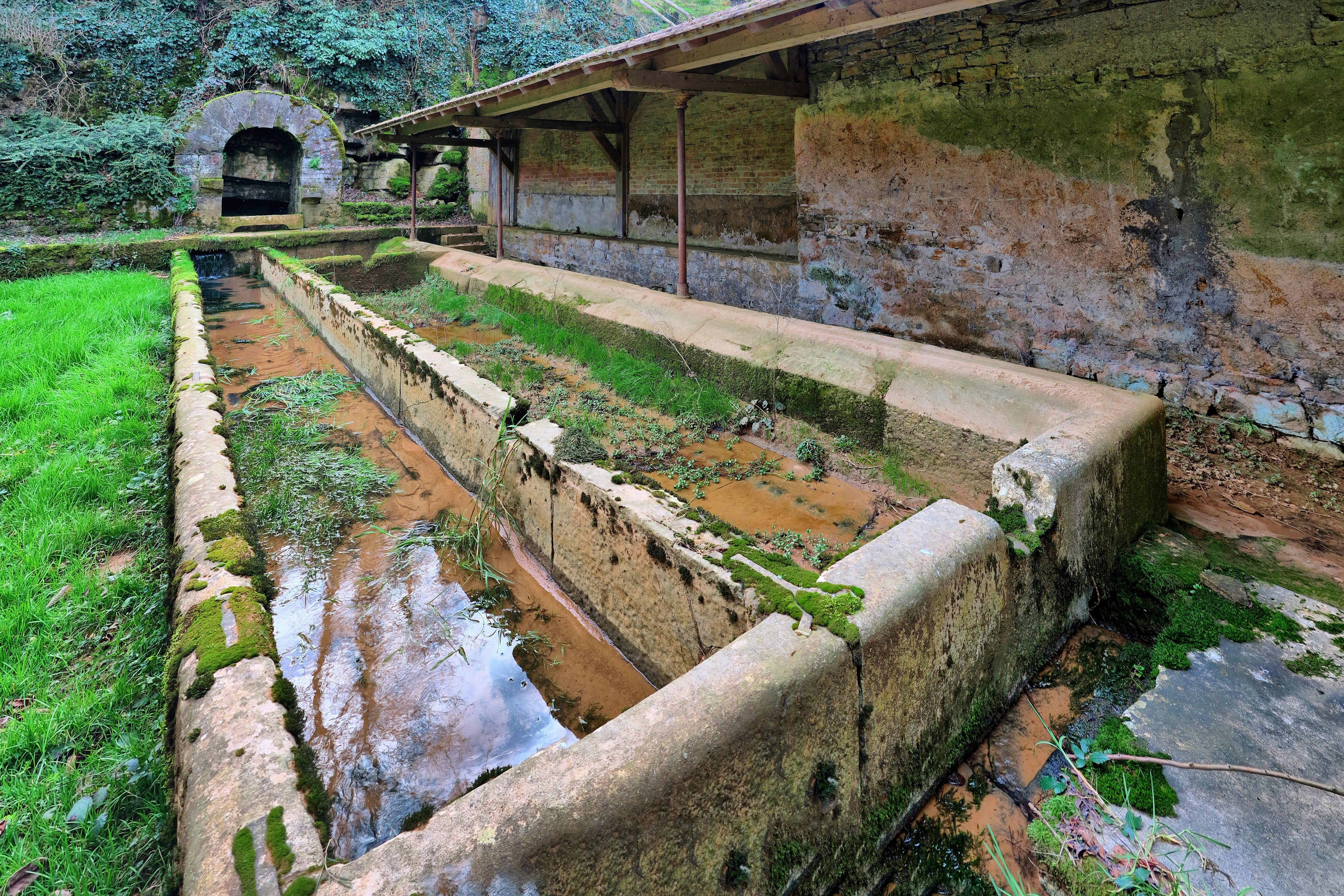
La source à Cottier.
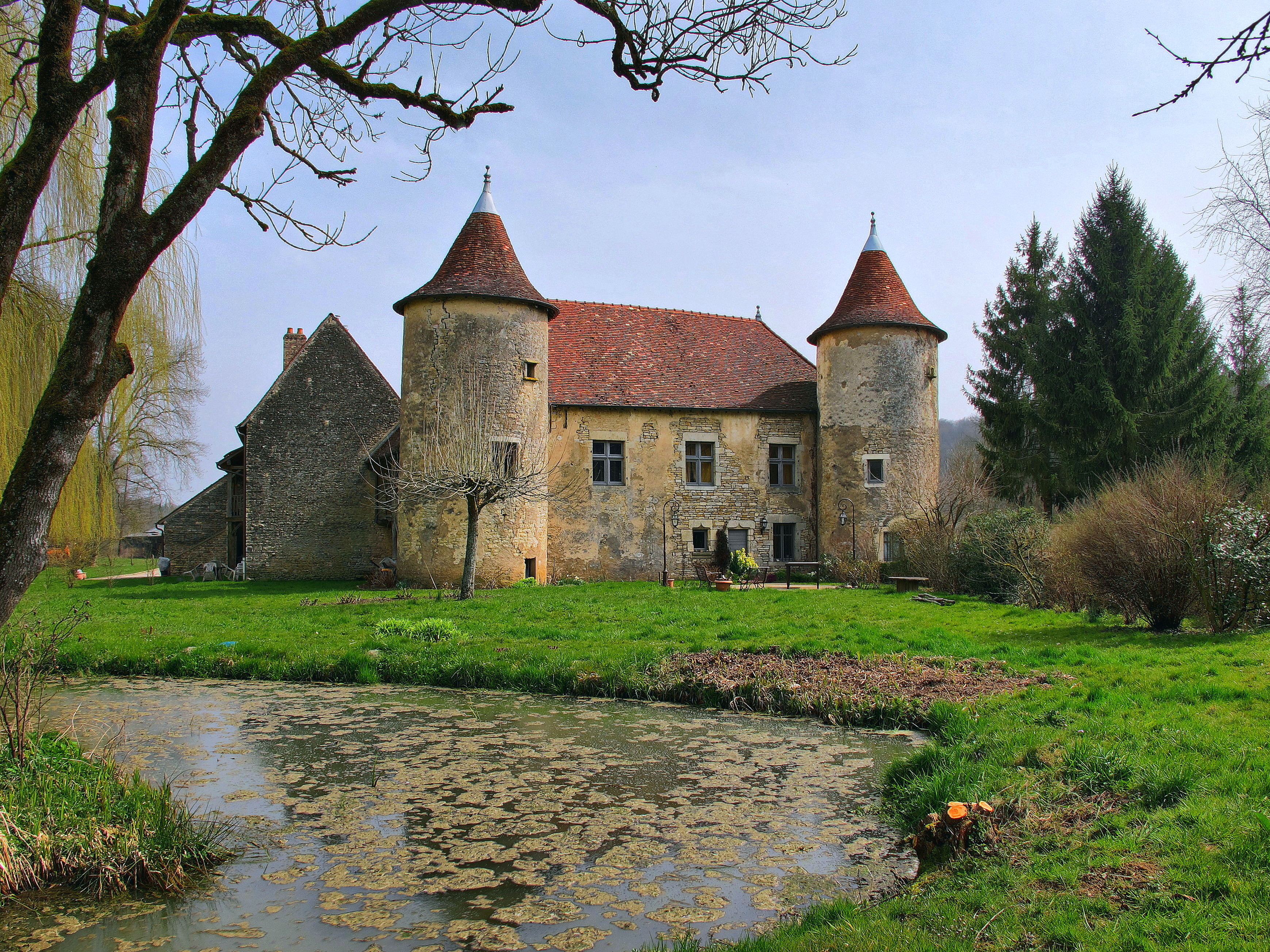
Le ruisseau de Lantenne à Lantenne-Vertière.
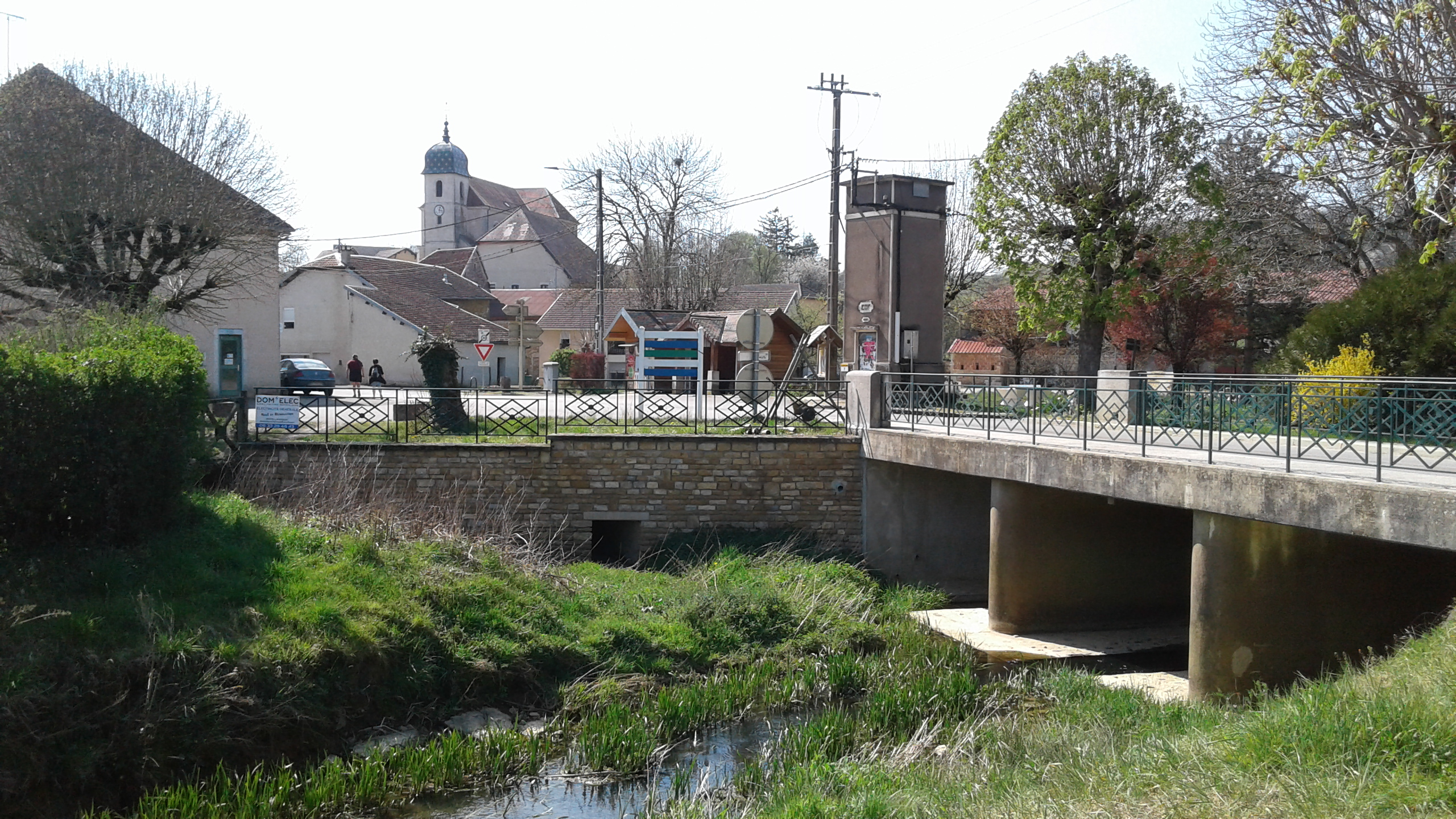
Le ruisseau du Breuil à Lavernay.

### Communes traversées
Le ruisseau du Breuil traverse huit communes situées dans le département du Doubs : Mercey-le-Grand, Lantenne-Vertière, Ferrières-les-Bois, Corcelles-Ferrières, Corcondray, Lavernay, Franey et Recologne.

### Bassin versant
Le ruisseau du Breuil traverse une seule zone hydrographique : « L'Ognon de la Lanterne de Chaucenne incluse au ruisseau de la Vèze » (U107),.

## Affluents
Le ruisseau du Breuil a deux affluents référencés dans la base SANDRE :
- Ruisseau de Lantenne[2].
- Ruisseau de Pommeau[3].
  - Ruisseau de Corcondray.

### Rang de Strahler
Son rang de Strahler est donc de trois.

## Hydrologie
Le ruisseau du Breuil présente des fluctuations saisonnières de débit assez marquées.